# بيلي مارتن (لاعب كرة مضرب)
بيلي مارتن (بالإنجليزية: Billy Martin)‏ هو لاعب كرة مضرب أمريكي، ولد في 25 ديسمبر 1956 في إيفانستون في الولايات المتحدة.

## وصلات خارجية
- بيلي مارتن على موقع رابطة محترفي التنس (الإنجليزية)
- بيلي مارتن على موقع الاتحاد الدولي لكرة المضرب (الإنجليزية)
- بيلي مارتن على موقع خلاصة التنس.كوم (الإنجليزية)